# 自主憲法研究会
自主憲法研究会（じしゅけんぽうけんきゅうかい）は、自主憲法制定の立場に立ち、日本国憲法の全面的改訂の可能性について研究、討議を行う日本の国会議員による超党派の議員連盟。日本のこころを大切にする党（旧・次世代の党）を中心に、右派野党や無所属の議員らが参加していた。

## 概要
かねてから自主憲法の制定に意欲を見せていた石原慎太郎や平沼赳夫の意向を汲む形で、当時のみんなの党保守派と日本維新の会石原グループの議員らによって結成された議員連盟である。結成には日本維新の会と結いの党の合流をけん制する目的も兼ねていたとされ、2014年5月20日に準備会合を開き、同月30日に正式に発足した。なお、同月28日には日本維新の会の分党が正式決定しており、自主憲法研究会に参加していた同党議員の多くは分党後次世代の党に参加した。このため、次世代の党とみんなの党の連携のための重要な結節点とも見られていた
。また30日の設立総会では作家の百田尚樹が記念講演を行い、堺屋太一、倉山満がゲスト参加した。
規約には、「他国から与えられた憲法ではなく、自主憲法を制定することを究極的な目的とする」と明記され、共同代表を務める松沢は設立総会で「小さなほころびを直す程度ではなく、新しい時代に向けたフルモデルチェンジ」と述べた。現在の衆議院任期中（衆議院解散がなかった場合の任期は2018年12月まで）に、議連として独自の憲法改正案を策定することを目指すとしている。
2014年11月28日にみんなの党解党が決定すると、同党所属の自主憲法研究会参加議員である和田政宗と松沢成文は一時新党結成を模索したが、次世代の党に入党した。同年12月の第47回衆議院議員総選挙では議連参加議員の多くが所属する次世代の党が自主憲法制定を公約に掲げたが、同選挙で議連参加議員の多くが落選。その後、議連として目立った活動は見られない。2019年3月現在、同議連に所属していた議員らの多くは自由民主党及び希望の党などに所属している。

## 参加していた議員
- 松沢成文（維[注 1]、参） - 代表・みんな側呼びかけ人代表[9]
- 山田宏[注 2] （自[注 3]、参） - 維新側呼び掛け人代表[10]・共同代表[9]
- 三谷英弘[注 4]（自[注 1]、衆） - 呼び掛け人
- 三木圭恵（維[注 3]、衆） - 呼び掛け人
- 浅尾慶一郎（自[注 1]、参） - 顧問[11]
- 松田学[注 5] （参[注 3]、参） - 呼び掛け人・事務局長[9]

## 落選・引退した旧参加議員
- 第47回衆議院議員総選挙で落選
  - 石原慎太郎（次[注 3]） - 顧問[11]
  - 藤井孝男（次[注 3]） - 顧問[9]
  - 桜内文城（次[注 3]）- 呼び掛け人
  - 田沼隆志（次[注 3]）- 呼び掛け人
  - 中丸啓（次[注 3]） - 呼び掛け人
  - 西田譲（次[注 3]） - 呼び掛け人
  - 西野弘一（次[注 3]） - 呼び掛け人
  - 三宅博（次[注 3]） - 呼び掛け人
- 第24回参議院議員通常選挙で引退
  - 田中茂（無[注 1]、参）
  - 江口克彦（お[注 1]、参） - 顧問[9]
- 第48回衆議院議員総選挙で引退
  - 平沼赳夫（自[注 3]、衆） - 顧問[9]
- 第25回参議院議員通常選挙で引退
  - 中山恭子（希[注 3]、参）
  - 中野正志（自[注 3]、参）
- 第49回衆議院議員総選挙で引退
  - 中山成彬[注 4]（希[注 3]） - 顧問[9]
- 第27回参議院議員通常選挙で落選
  - 和田政宗（自[注 1]、参）- 事務局長
  - 中田宏（自[注 3]、参）- 呼び掛け人

注釈
1. 1 2 3 4 5 6  議連結成当時はみんなの党
2. ↑  山田は第47回衆議院議員総選挙で落選したが、その後第24回参院選で当選
3. 1 2 3 4 5 6 7 8 9 10 11 12 13 14 15 16  議連結成当時は日本維新の会
4. 1 2  第47回衆議院議員総選挙で落選したが、その後第48回総選挙で当選
5. ↑  松田は第47回衆議院議員総選挙で落選したが、その後第27回参院選で当選

## 関連する議員連盟
- 新憲法制定議員同盟 - 1955年発足の「自主憲法期成議員同盟」にルーツをもつ改憲を目的とした議員連盟。自由民主党、国民民主党、日本維新の会に多数の会員がいる。
- 憲法調査推進議員連盟 - 1997年に当時の自民党、新進党議員らを中心に「憲法制度調査委員会推進議員連盟」として発足。現在自民党、公明党、国民民主党などに会員がいる。
- 憲法96条改正を目指す議員連盟 - 自民党議員らを中心に2011年に発足した超党派の議員連盟。2012年3月に活動を再開し、現在与野党の議員から多くの参加がある。
- 憲法96条研究会 - 旧民主党、旧日本維新の会、旧みんなの党の3党の議員らから構成されていた96条改正に向けた議論を推進する超党派議員連盟。
- 立憲フォーラム - 立憲民主党、社民党などの議員を中心として憲法改正に反対の立場をとる超党派議員連盟。
- 13条を考える会 - 日本国憲法第13条を憲法の最も重要な条文と位置付け、憲法や基本的人権の諸原理について見識を深め、政策に還元することを目的とした護憲派・リベラル派による超党派議員連盟。2013年に当時の民主党や社民党、日本共産党など8党の議員が参加して発足した。
- 帆立の会 - 日本維新の会石原系（のちの日本のこころを大切にする党）と当時のみんなの党両党の若手保守派議員らによる懇談会、参加議員の多くが自主憲法研究会に参加していた。